# Fonds de garantie des assurances obligatoires de dommages
Pour les articles homonymes, voir Fonds de garantie et FGA.
Le Fonds de Garantie des Assurances Obligatoires de dommages (FGAO), anciennement Fonds de Garantie Automobile (FGA), est un organisme chargé d'indemniser, au nom de la solidarité nationale, les victimes d'accidents de la circulation lorsque l'auteur n'est pas assuré ou inconnu ou que son assureur est en faillite. Ce fonds trouve son origine et son développement avec l’essor constant de la circulation automobile et l’augmentation des accidents qui en résultait. Au fil des années, le champ d’intervention du FGAO s'est étendu avec l'attribution de nouvelles missions d'indemnisation de victimes, notamment pour les risques miniers et les défaillances de sociétés d'assurances en Dommages-Ouvrage, notamment les compagnies étrangères exerçant en libre prestation de service en France.

## Historique du FGAO
L'instauration du Fonds de Garantie Automobile est antérieure à la mise en place de l'obligation d'assurance elle-même. C'est en effet dès 1951 que le législateur français a mis en place une structure chargée de payer les indemnités allouées aux victimes d'accidents corporels causés par des véhicules terrestres à moteur dont les conducteurs demeuraient inconnus, insolvables ou non assurés.
Le modèle était économiquement intenable et le déficit du Fonds atteignit 6 millions de francs en 1957. Il parut alors indispensable de le doubler d'une assurance obligatoire de responsabilité civile, instituée par la loi du 27 février 1958.
Détail intéressant, le législateur s'était, dès 1951, réservé la possibilité de mettre en place cette obligation : le Fonds de Garantie avait été institué « sans préjudice des dispositions qui pourraient être ultérieurement prises dans le cadre d'un système d'assurances obligatoires ».
Par la suite, le champ d'intervention du Fonds a progressivement été étendu.
- La loi du 11 juillet 1966 étend l’intervention du Fonds de Garantie en ce qui concerne l’indemnisation des dommages corporels causés par un acte de chasse.
- La loi no 66-882 du 30 novembre 1966 relative aux contrats d'assurance a eu deux conséquences. Elle a, d'une part, étendu la compétence du Fonds à certains dommages matériels résultant d'un accident de la circulation alors que, jusque-là, seuls les dommages corporels donnaient lieu à indemnisation. Elle a, d'autre part, permis la mise en cause du Fonds en cas de retrait d'agrément de l'assureur du responsable.
- Une autre loi no 72-1130 du 21 décembre 1972 relative à la garantie du risque de responsabilité civile en matière de circulation de certains véhicules terrestres à moteur a étendu l'obligation d'assurance et le champ d'intervention du Fonds aux accidents survenus dans un État de la Communauté européenne.
- La loi no 77-574 du 7 juin 1977 a considérablement étendu les compétences du Fonds, en prévoyant, dans son article 40, la prise en charge des victimes d'accidents corporels résultant "de la circulation sur le sol" et survenant dans un lieu ouvert à la circulation publique, sans aucune mention d'un véhicule terrestre à moteur. Il devient possible de mettre en cause le Fonds pour des accidents impliquant des piétons, des rollers, des bicyclettes, des skieurs, des trottinettes.
- La loi Badinter du 5 juillet 1985 a rendu applicable au Fonds la procédure d'offre et les délais d’indemnisation imposés aux assureurs en matière automobile.
- Une chambre mixte étendit encore, par deux arrêts du 28 mai 1990[3], la compétence du Fonds aux victimes « d'un accident survenu dans des lieux ouverts à la circulation publique […] lorsque l'accident a été causé en tout ou en partie par un animal ou une chose appartenant à un tiers ou sous sa garde, et dans la mesure de sa responsabilité. »
- Enfin, la loi du 1er août 2003 a étendu la compétence du Fonds de Garantie, renommé Fonds de garantie des assurances obligatoires de dommages, aux cas suivants :
  - défaillances d'entreprises d'assurances obligatoires ;
  - dommages causés par des animaux qui n'ont pas de propriétaire ou dont le propriétaire demeure inconnu ou n'est pas assuré ;
  - dommages aux biens résultant d'accidents de la circulation sur le sol non causés par des véhicules terrestres à moteur ;
  - gestion et financement des majorations des rentes allouées en réparation du préjudice causé par un véhicule terrestre à moteur.

## L'organisation et le financement du FGAO
Aujourd'hui, le FGAO est une « personne morale de droit privé » qui « groupe toutes les entreprises d'assurance agréées en France et soumises au contrôle de l'État », couvrant « les risques faisant l'objet d'une obligation d'assurance », ainsi que les entreprises offrant « des garanties en matière d'assurance automobile et de chasse ». Cette adhésion est obligatoire et « ne prend fin qu'en cas de retrait, de cessation ou de caducité de l'agrément ». Les articles R. 421-25 et suivants du code des assurances précisent en outre son organisation, son fonctionnement et les modalités de son contrôle.
En outre, les entreprises d'assurance, adhérentes d'office au Fonds, ne peuvent se servir de cet état de fait à des fins publicitaires. 
L'article L. 421-4 du code des assurances dégage trois sources de financement du FGAO. Il en existe une quatrième, prévue par une autre disposition du même code. Diverses dispositions réglementaires viennent apporter les précisions nécessaires.
- En premier lieu, le Fonds est alimenté par trois contributions des entreprises d'assurance. Ces contributions sont proportionnelles aux primes ou cotisations relatives aux contrats dont la souscription est rendue obligatoire, aux contrats garantissant un risque automobile, et à la contribution des chasseurs;
- En second lieu, le Fonds perçoit deux contributions des assurés. La première est assise sur toutes les primes ou cotisations versées au titre de l'assurance de responsabilité civile automobile, à hauteur de 1,2 % pour les primes émises depuis le 1er août 2010[7]. La seconde est une somme forfaitaire de 0,02 euros versée par chaque chasseur titulaire d'un contrat d'assurance ;
- En troisième lieu, il est prévu une contribution des responsables non assurés d'accidents de la circulation et de chasse, à hauteur de 10 % des indemnités mises à leur charge. En pratique, cette contribution est plus théorique que véritablement effective, mais son existence répond à un impératif moral et économique qu'il est aisé de comprendre;
- Enfin, en dernier lieu, la procédure d'offre en matière automobile prévoit que l'assureur dont l'offre est manifestement insuffisante peut être condamné à verser au Fonds une somme allant jusqu'à 15 % de l'indemnité due à la victime[8].

### Le FGAO au centre du dispositif de protection des assurés
Le législateur aurait pu confier cette nouvelle mission de protection à un Fonds ad hoc, voire au Fonds de garantie des assurés contre la défaillance de sociétés d'assurance de personnes (FGAV) qui vit son champ d'intervention élargi. Il a finalement choisi de placer le FGAO au centre du dispositif de protection des assurés. On peut s'étonner d'un tel choix tant le risque couvert (la défaillance) semble rigoureusement identique. Deux filiales d'un même groupe financier, l'une opérant en assurance-vie, l'autre en assurance-dommages, seraient prises en charge par des entités différentes si elles venaient à défaillir.

### Le mécanisme mis en place par le législateur
Ce mécanisme favorise les souscripteurs et bénéficiaires de prestations de contrats d'assurance dont la souscription est rendue obligatoire par une disposition législative ou réglementaire contre la défaillance des entreprises d'assurance agréées en France et soumises au contrôle de l'État. Sont exclus de la couverture les contrats relatifs à certains biens spécifiques (corps de véhicules maritimes, fluviaux, aériens, spatiaux et ferroviaires) ou souscrits par certaines personnes (les personnes proches de l'entreprise, les autres assureurs, les établissements de crédit, et surtout les personnes morales ou physiques s'assurant pour leurs activités professionnelles).
Lorsque l'Autorité de contrôle des assurances et des mutuelles (ACAM) estime qu'une entreprise d'assurances n'est plus en mesure de faire face à ses engagements, elle prévient le FGAO qui dispose de 15 jours pour lui adresser ses observations. Elle statue ensuite sur la saisine du Fonds et lui notifie sa décision de recourir ou non à lui. Lorsque c'est le cas, l'ACAM lance immédiatement un appel d'offres en vue du transfert de portefeuille de contrats de cette entreprise. Cette décision emporte retrait de tous les agréments administratifs de l'entreprise défaillante.
Le Fonds sera appelé à intervenir dans deux cas distincts : la procédure de transfert peut échouer totalement, ou la cession n'être que partielle. Pour les contrats qui n'ont pas pu être transférés, le Fonds interviendra dans tous les sinistres dont le fait générateur est intervenu entre le retrait de l'agrément et jusqu'au quarantième jour suivant celui-ci. La réclamation ne pourra intervenir que cinq ans après le retrait de l'agrément. Le Fonds garantit les droits des assurés, souscripteurs et bénéficiaires des contrats par des versements en tant que de besoin, dans la double limite des conditions particulières et d'un plafond fixé à 90 % de l'indemnité qui lui aurait été attribuée par l'assureur défaillant.
Le Fonds, enfin, est subrogé dans les droits des victimes à concurrence des sommes qu'il a versées et peut engager la responsabilité des dirigeants de l'entreprise d'assurance défaillante, et du responsable du dommage s'il a été amené à garantir la dette de responsabilité d'un tiers.

## Champs d’intervention du FGAO

### Accidents de la circulation et accidents de chasse
L'indemnisation des accidents de la circulation constitue la mission historique du Fonds de garantie. Cette mission a rapidement été complétée par la prise en charge des accidents liés à la chasse.

#### Les conditions de l'indemnisation
La victime, française, ressortissante de l'Union européenne ou résidant en France, doit être titulaire d'un droit à réparation contre un tiers – on voit dès à présent poindre le spectre de la subsidiarité. Sont exclues toutes les personnes n'ayant aucun débiteur et notamment celles qui sont « responsables » de leur propre dommage. On pense principalement au conducteur seul impliqué dans un accident de la circulation.
Ce responsable doit être inconnu, ou connu mais non assuré. Cette absence d'assurance peut exister ab initio si le responsable n'a souscrit aucun contrat, ou si celui-ci a été résilié. Elle peut également être invoquée par l'assureur après le sinistre, qui cherchera à obtenir la nullité du contrat  ou qui prouvera la suspension du contrat ou de la garantie.
L'accident doit avoir eu lieu sur le territoire métropolitain, dans les DOM ou à Mayotte, limitation incohérente qui n'est pas sans poser problème lorsque l'accident survient à l'étranger. Il peut s'agir d'un accident impliquant un véhicule terrestre à moteur, dans un lieu public ou privé. Le FGAO peut également indemniser le dommage subi par une personne, résultant d'un accident causé par une personne circulant sur le sol ou un animal. Le Fonds n'est pas tenu lorsque la faute et le dommage sont intentionnels.
Enfin, tous les dommages ne sont pas indemnisés par le Fonds. Si les dommages corporels (personnels et économiques) sont indemnisés sans limite, les dommages matériels ne sont indemnisés qu'à certaines conditions. En matière d'accident automobile ou d'accident causé par une personne circulant sur le sol, la victime ne sera pas indemnisée de son préjudice matériel si l'auteur est inconnu et que l'accident n'a entraîné aucune conséquence corporelle – ce sont les risques de fraude que cherche ici à limiter le législateur. Pour les mêmes raisons, la condition est identique dès lors que l'accident a été causé par un animal inconnu. Enfin, l'article A. 421-1-1 du code des assurances plafonne l'indemnité due au titre des dommages matériel à 1 million d'euros par sinistre.
En matière de saisine du Fonds, l'article L. 421-6 du code des assurances renvoie les questions purement techniques au pouvoir réglementaire. Distinguons les considérations générales de certaines questions particulières, selon que l'auteur est inconnu, ou connu mais non assuré, ou à la garantie contestée.
- Dans tous les cas, la saisine du Fonds s'effectue par lettre recommandée avec demande d'avis de réception. Cette lettre doit contenir tous les éléments permettant au FGAO de constater que le demandeur remplit les conditions de fond ci-dessus énoncées, notamment en matière d'établissement de la responsabilité d'un tiers[19]. La loi Badinter du 5 juillet 1985 a assimilé le Fonds de garantie à un assureur et lui a imposé le respect de la procédure d'indemnisation en matière d'offre et de délais d'indemnisation[20].
- Lorsque l'auteur est inconnu, cette circonstance doit nécessairement apparaître sur le procès-verbal établi par les forces de l'ordre[21], lequel doit nécessairement être transmis au Fonds de garantie dans les dix jours[22]. À peine de forclusion, les victimes ou leurs ayants droit disposent de trois ans à compter de l'accident pour adresser une demande au Fonds, et de cinq ans pour trouver un accord ou intenter une action en justice.
- Lorsque l'auteur est connu mais non assuré, là encore, le procès-verbal le signale et il est obligatoirement transmis au Fonds. La victime doit, avant toute demande adressée au Fonds et dans un délai de cinq ans à compter de l'accident, soit intenter une action en justice contre le responsable et en informer le Fonds[23], soit conclure une transaction[24], laquelle doit être notifiée au Fonds dans le délai d'un mois[25]. La demande d'indemnité doit être adressée dans l'année qui suit la transaction ou la décision de justice définitive[26].
- Si le responsable est connu et assuré, le Fonds n'intervient pas. En effet, la loi PACTE du 22 mai 2019 modifie l'article L 211-7-1 du Code des assurances, rendant inopposable aux victimes les nullités de contrat pour fausse déclaration intentionnelle en assurance automobile et réduisant ainsi le périmètre d'intervention du FGAO dans les cas de contestation de garantie automobile. Ce sont désormais les assureurs qui interviennent auprès des personnes victimes dans ce cas de figure, recentrant l'action du FGAO au profit des victimes qui n'ont d'autre recours que la solidarité nationale.

Le FGAO est aujourd'hui régi par les articles L. 421-1 à L. 421-17, R. 421-1 à R. 423-18 et A. 421-1 à A. 421-3 du code des assurances.

#### Une intervention à titre subsidiaire
L'article L. 421-1 du code des assurances est très clair à ce sujet : « le Fonds de Garantie paie les indemnités qui ne peuvent être prises en charge à aucun autre titre ». Le Fonds n'intervenant qu'à titre subsidiaire, toute la question se focalise sur la définition réelle de « l'autre titre ». La victime ne peut obtenir une indemnité si son préjudice a déjà été réparé par son assureur de choses, ou par un éventuel tiers payeur, dès lors que ces prestations ont un caractère indemnitaire. Dès lors qu'un assureur est susceptible d'intervenir à n'importe quel titre, le Fonds sera mis hors de cause et ne pourra en aucun cas être condamné au titre de la contribution à la dette.

#### L'extension aux accidents de chasse
Une loi no 66-497 du 11 juillet 1966, complétée par un décret no 68-170 du 19 février 1968, a élargi les attributions du Fonds en y intégrant les accidents de chasse. Cette extension de compétence a d'ailleurs entraîné un changement de dénomination du Fonds, passé de "Fonds de garantie automobile" à "Fonds de garantie contre les accidents de la circulation et de chasse". Le fait générateur de l'intervention du Fonds est caractérisé par un acte de chasse. Celui-ci, qui n'est pas défini par la loi, est généralement défini comme la recherche, la poursuite et la capture du gibier.
Le régime n'est pas applicable en Guyane et ne permet que l'indemnisation des dommages corporels. Sous ces deux réserves, les dispositions réglementaires renvoient pour une bonne part au régime des accidents de la circulation.

### Risques technologiques
La loi no 2003-699 du 30 juillet 2003 relative à la prévention des risques technologiques et naturels et à la réparation des dommages en découlant, répond au traumatisme causé par l'explosion de l'usine AZF de Toulouse, le 21 septembre 2001. Elle a créé, à travers les articles L. 128-1 et suivants du code des assurances, une série de dispositions calquées sur le régime des catastrophes naturelles et notamment l'inclusion obligatoire, dans les contrats d'assurance dommage couvrant les lieux à usage d'habitation et les véhicules terrestres à moteur des particuliers, d'une garantie des dommages causés par une catastrophe technologique.
La catastrophe technologique constitue le résultat d'un accident survenu dans une installation classée, soit soumise à déclaration, soit soumise à autorisation administrative. Cet accident doit avoir endommagé et rendus inhabitables « plus de cinq cents logements ». L’état de catastrophe technologique est constaté dans un délai maximal de quinze jours par arrêté conjoint du ministre de l’Économie, du Ministre chargé de la Sécurité Civile et du Ministre de l’Environnement.
L'article L. 421-16 du code des assurances prévoyait que les personnes non assurées victimes d'une catastrophe technologique seraient indemnisées de leurs dommages immobiliers par le FGAO. Cette indemnisation était plafonnée à 100 000 €. Cette mission du FGAO a été supprimée par la Loi PACTE du 22 mai 2019. L'article 208 a modifié le code des assurances avec l'abrogation de l'article L. 421-16.

### Risques miniers
L'article L. 421-17, qui résulte lui aussi de la loi du 30 juillet 2003, prévoit l'indemnisation des dommages à l'habitation principale, survenus à compter du 1er septembre 1998, lorsqu'ils résultent « d'une activité minière présente ou passée ».
Cette indemnisation est intégrale à concurrence d'un plafond de 300 000 €. Tout propriétaire d'un bien à usage d’habitation principale, qu’il y habite ou que ces immeubles soient loués à des particuliers, peut saisir le Fonds de Garantie. La réparation intégrale doit permettre au propriétaire de l’immeuble sinistré de recouvrer dans les meilleurs délais la propriété d’un immeuble de consistance et de confort équivalents. Si ces dommages sont assurés, l’indemnisation versée par le Fonds de Garantie vient en complément de celle qui est due par l’assureur. La victime qui souhaite saisir le Fonds de Garantie doit le faire dans les six mois qui suivent la manifestation des dommages et adresser, avec sa déclaration, les documents justifiant sa qualité à agir.

### Défaillance d'une société d'assurance
La loi de sécurité financière du Modèle:Date-1 août 2003 a créé un mécanisme en vue de renforcer la sécurité des assurés, en reproduisant pour certaines assurances de dommages le système mis en place en 1999 pour les assurances de personnes. C'est le FGAO, renommé pour l'occasion, qui s'est vu confier la responsabilité de ce dispositif.
L'ordonnance du 27 novembre 2017 a reformé la mission de prise en charge des victimes de la défaillance d'entreprises d'assurance françaises ou exerçant en libre prestation de service en France (ou libre établissement). L'intervention du FGAO est recentrée sur deux branches d'assurances : la RC automobile et la garantie dommages-ouvrage.

### Équivalent en Belgique
Il existe en Belgique un équivalent du FGAO. Il s'agit du Fonds commun de garantie belge (FCGB), dont le rôle est d'indemniser les victimes d’accidents en l’absence d’une assurance responsabilité civile. Constitué en 1957 sous le statut s'association, le FCGB détient désormais des compétences spécifiques encadrées par la loi concernant l’assurance automobile obligatoire et de l’indemnisation des victimes d’accidents. Le Fonds exerce également des missions de garantie automobile, d’indemnisation et de centre d’information au sens de la Directive 2009/103/CE.

## Directeurs généraux
- 1980-1992 : Jacques Archambaud
- 1992-2009 : Alain Bourdelat
- 2009-2016 : François Werner[31]
- depuis 2016 : Julien Rencki[32]